# Letitia Vriesde
Letitia Alma Vriesde (Paramaribo, 5 ottobre 1964) è un'ex mezzofondista surinamese, specializzata negli 800 e nei 1500 metri piani.

## Palmarès
| Anno | Manifestazione  | Sede       | Evento       | Risultato  | Prestazione | Note                |
| ---- | --------------- | ---------- | ------------ | ---------- | ----------- | ------------------- |
| 1988 | Giochi olimpici | Seul       | 800 m piani  | Semifinale | 2'02"34     |                     |
| 1988 | Giochi olimpici | Seul       | 1500 m piani | Batteria   | 4'19"58     |                     |
| 1995 | Mondiali indoor | Barcellona | 800 m piani  | Bronzo     | 2'00"36     | Record sudamericano |